# Aglaomorpha meyeniana
Aglaomorpha meyeniana är en stensöteväxtart som beskrevs av Heinrich Wilhelm Schott. 
Aglaomorpha meyeniana ingår i släktet Aglaomorpha och familjen Polypodiaceae. Inga underarter finns listade i Catalogue of Life.

## Bildgalleri

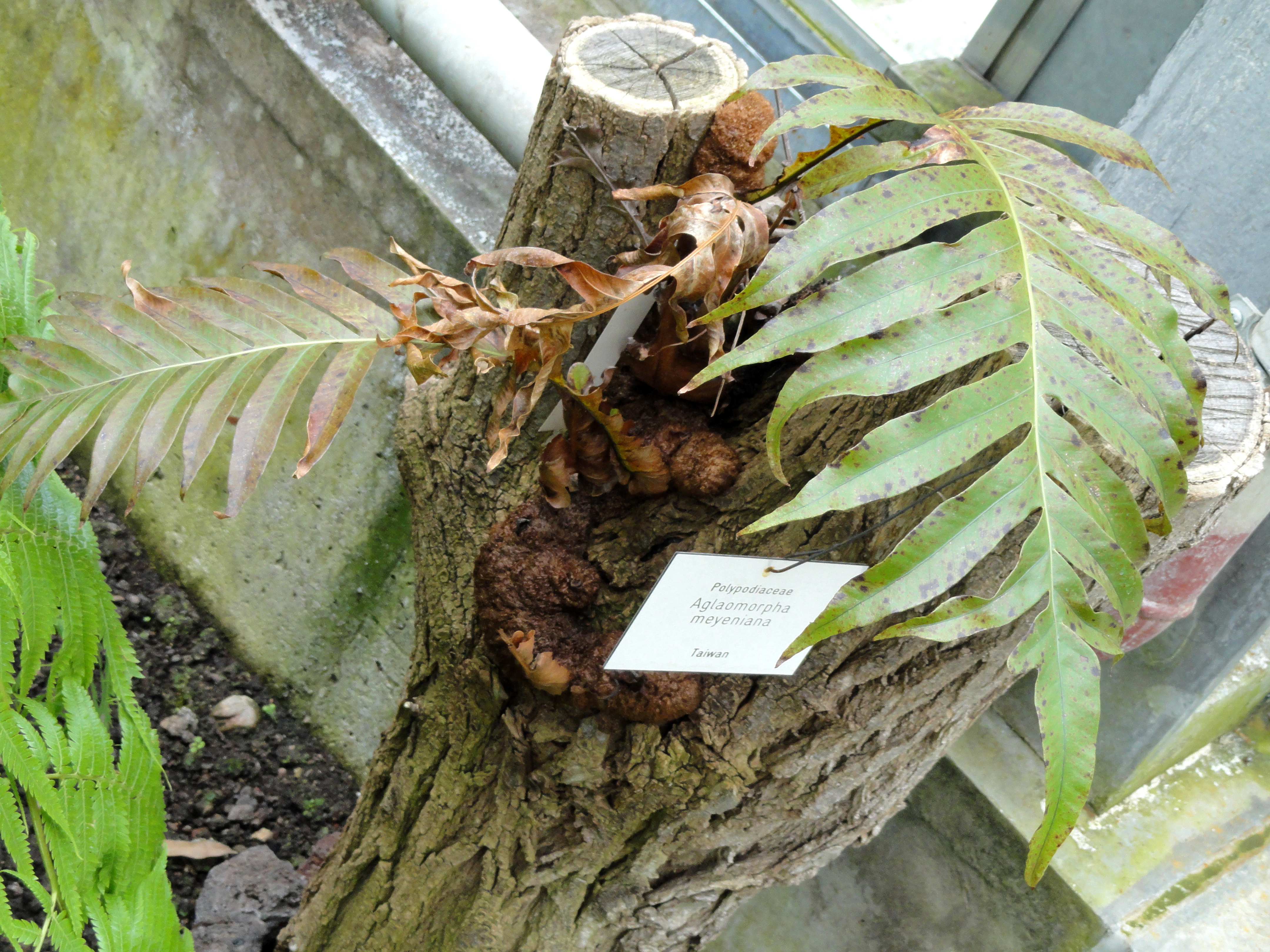
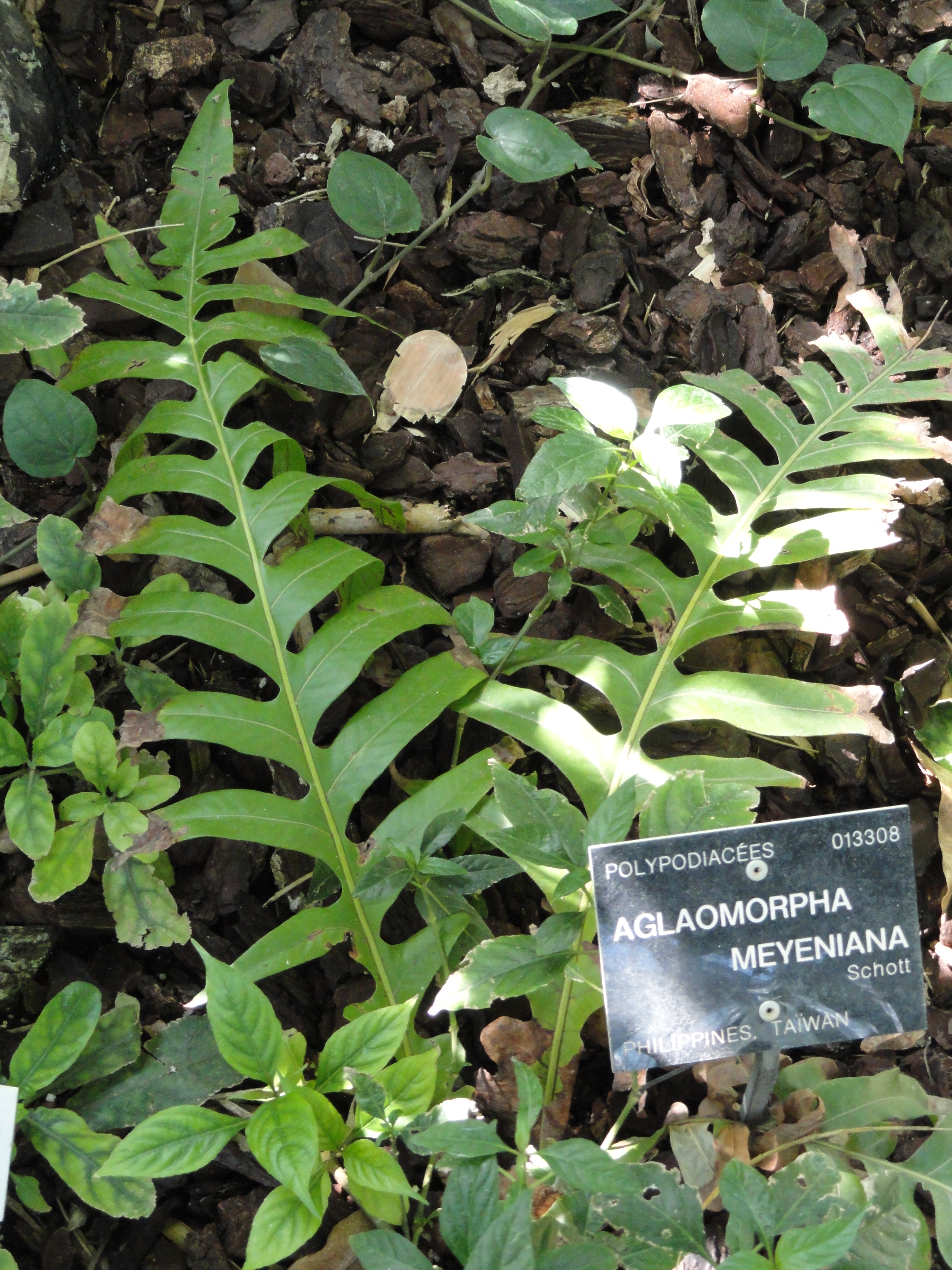
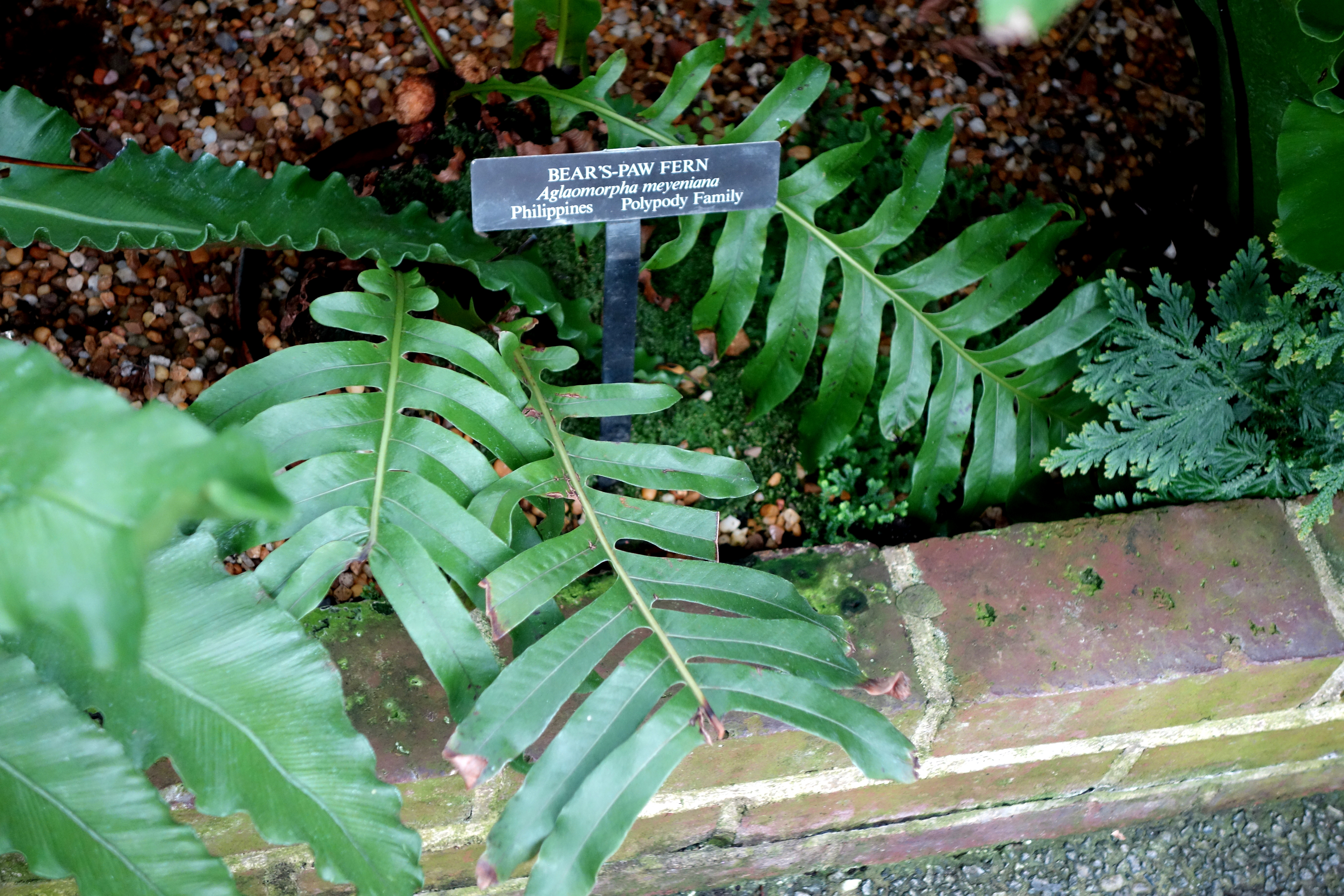
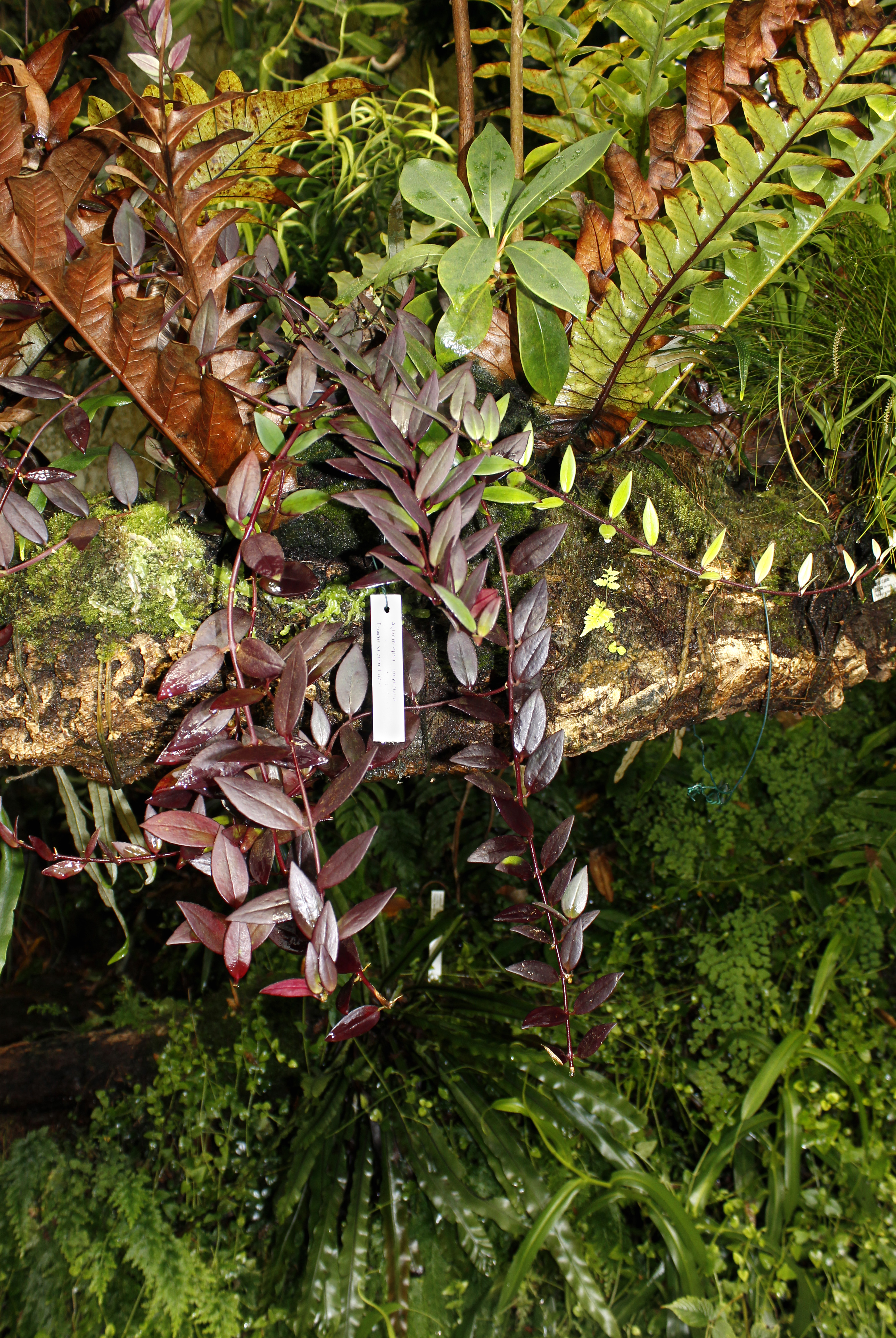
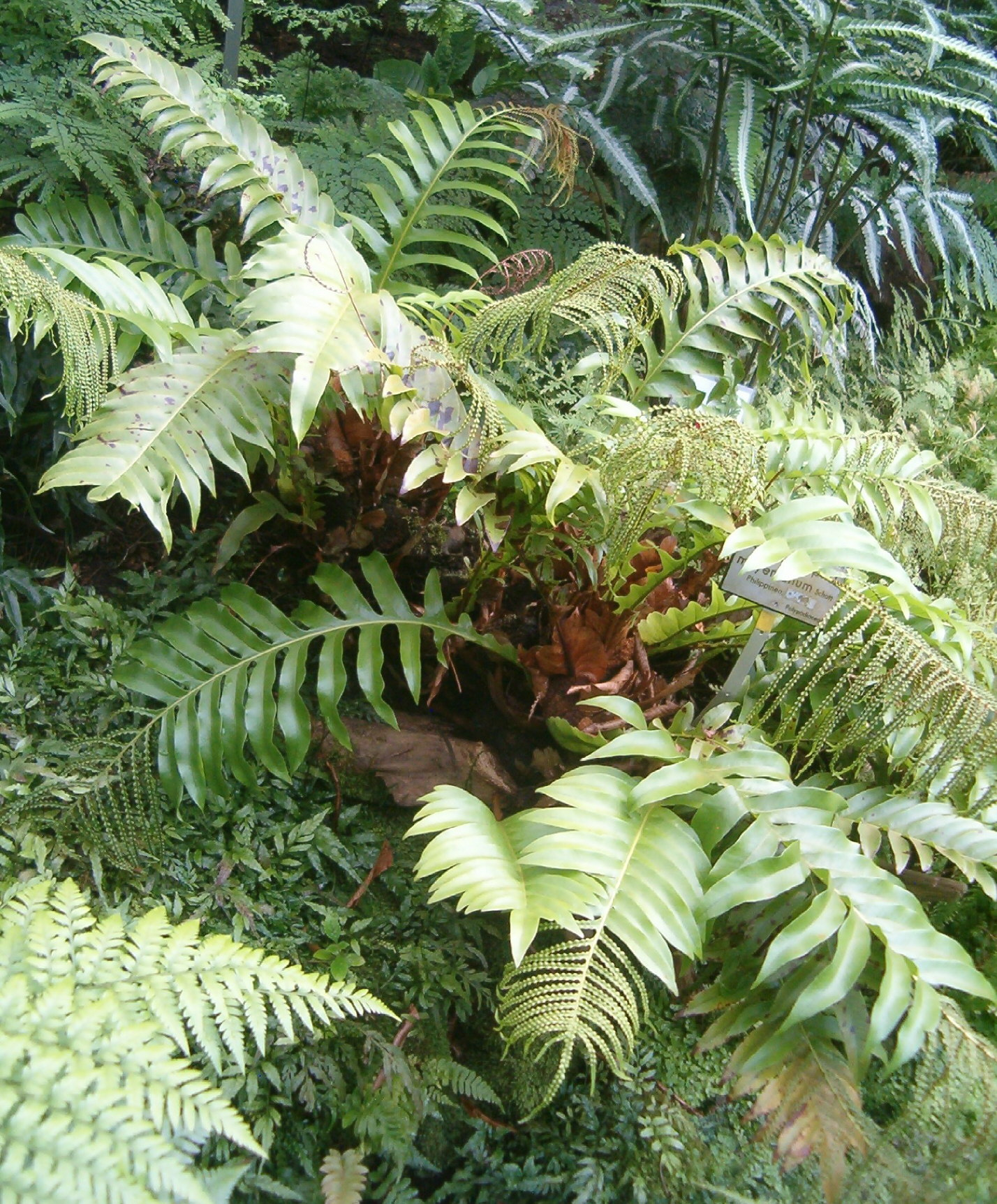
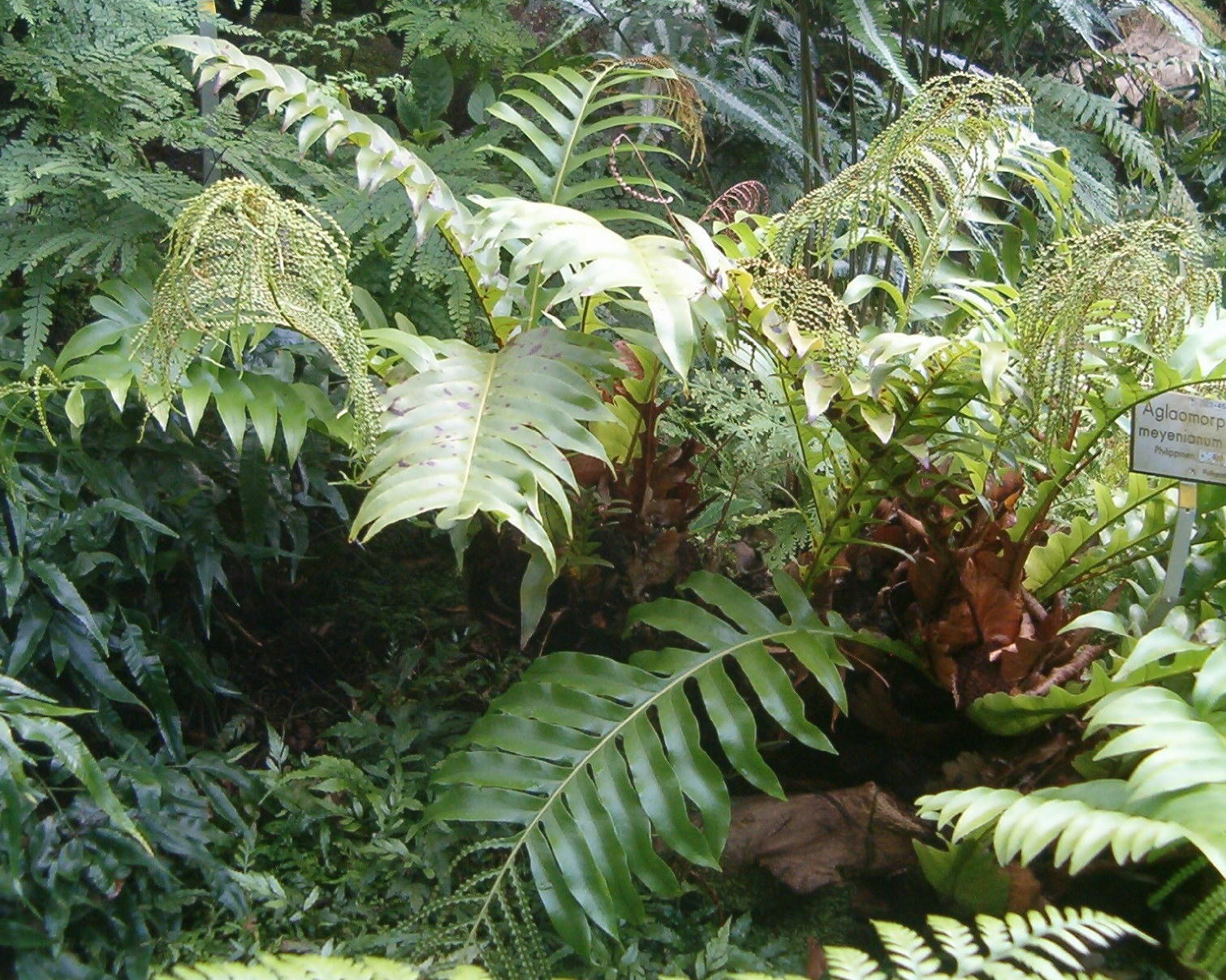